# Valdebert
Valdebert pourrait être un évêque de Valence au VIe ou VIIe siècle.
Son nom est cependant absent des listes épiscopales de la Gallia Christiana, de Louis Duchesne (1907) ou encore du site Internet du Diocèse de Valence.
Ulysse Chevalier, dans sa Notice chronologico-historique sur les évêques de Valence (1867), indiquait qu'il « aurait vendu certains fonds au patrice Abbon en 468, selon Chorier », dans son Histoire du Dauphiné. Il poursuit « il doit appartenir au VIIe ou VIIIe siècle. » Le patrice de la viennoise, Abbon, se place au VIIIe siècle.